# شهرستان سیرا (نیومکزیکو)
شهرستان سیرا، نیومکزیکو (به انگلیسی: Sierra County, New Mexico) یک سکونتگاه مسکونی در ایالات متحده آمریکا است که در نیومکزیکو واقع شده‌است.

## خصوصیات
شهرستان سیرا ۱۰٬۹۷۱٫۲۵ کیلومترمربع مساحت دارد.